# 詹姆斯·薩德勒
詹姆斯·薩德勒（英語：James Sadler，1753年2月 - 1828年3月28日）是英國第一位熱氣球駕駛員，他同時也是一名化學家和糕點師。

## 生平
薩德勒過去曾在家族經營的檸檬廳茶點館（位於牛津的一家小商店）擔任糕點廚師。1784年9月15日，當義大利航空先驅文森佐·盧納爾迪在伊斯林頓的榮譽砲兵博物館飛行後不久，薩德勒則在次月，即10月4日從牛津大学基督堂学院草地升空熱氣球。氣球上升到大約3,600英尺（1,100公尺）後，降落在伍德頓附近，距離原地點大約6英里（10公里）遠。
薩德勒的第二次熱氣球實驗於11月12日進行，這次她使用氫氣作為熱氣球的充氣材料。後在經過二十分鐘的飛行後，該氣球至白金汉郡的艾爾斯伯里降落。
次年5月，薩德勒從曼徹斯特做了第一次載人氣球飛行，而後進行了兩次實驗，包括一次於在薩里的穆爾西赫斯特附近起飛，並搭載了一隻貓降落在拉德克利夫。第二次實驗則是獨自上升到13,000英尺（4,000公尺）的高度後，行駛了50英里（80公里）降落在龐特佛雷特附近，然而在此次降落失誤，使得他身受了重傷。
1796年，薩德勒被任命為薩繆爾·本特姆爵士領導下新成立的海軍工程部化學家。該職位僅在1807年被廢除，在海軍工程部任職期間，他與本特姆發生了重大分歧，並進行其他領域的發明工作，其中最重要的發明則包括台式蒸汽機。此外，薩德勒也負責改進大砲的設計從槍管到所使用的子彈，以提高準確性；因此也受到海軍上將第一代纳尔逊子爵霍雷肖·纳尔逊的稱讚。
在此之後，他恢復了他的熱氣球實驗活動，然而他的小兒子溫德姆·威廉·薩德勒在1824年的一次熱氣球事故中喪生後，使他深受打擊。
1828年，薩德勒逝世於牛津，他後來被安葬在牛津的東聖彼得教堂，現為牛津大學聖艾德蒙學堂的一部分。

## 紀念
儘管在當時的時代是名人，但薩德勒的成就到了當代則不為人知。這部分歸因於當時菁英階級的偏見：「他只是一名糕點師，沒有受過正規教育。」，同時儘管是牛津在地居民，也具有一定成就，然而牛津大學在當時採取的態度則忽視了他的成就，使得學術界基本也相當看不起他。儘管薩德勒的訃告在他去世後宣布，但在牛津大學自己的報紙中，僅簡單地寫道：「詹姆斯·薩德勒先生，牛津玫瑰山的薩德勒先生的哥哥，已經去世了。」
位于曼彻斯特维多利亚站对面，曼彻斯特市中心自1996年交易广场以来第一个新的公共廣場萨德勒庭院則於2015年12月4日開幕，這個廣場的名字則是以薩德勒的名字命名。

## 其他熱氣球實驗
- 1810年7月7日：在格倫維爾勳爵就任牛津大學校長之際再度重啟實驗。
- 1810年9月：與化學家威廉·克萊菲爾德一起從布里斯托尔安全降落在布里斯托尔湾的康比馬丁附近。
- 1811年8月29日：與亨利·博福伊（英语：Henry_Beaufoy）從中哈克尼到埃塞克斯的東索普（科尔切斯特附近）進行一些實驗。
- 1811年10月7日：進行大風期間的速度記錄，在1小時20分鐘內行駛超過100英里（160公里）。
- 1812年10月1日 ：從愛爾蘭德拉姆科德拉附近的麗城別墅和花園（英语：Belvedere_House_and_Gardens）試圖穿越愛爾蘭海[11]；他在這次嘗試中差點淹死，但最終在利物浦附近的愛爾蘭海被一艘漁船救起。[12]

## 書籍
- Mark Davies: King of all balloons : the adventurous life of James Sadler, the first English aeronaut, Stroud, Gloucestershire : Amberley [2015], ISBN 978-1-4456-5308-2
- Jane Browne [part 1 of biographical novel based on life & adventures of James Sadler]: The Oxford Aeronaut Part 1: from Cooking to Chemistry ISBN 1530817188
- Jane Browne [part 2 of biographical novel, based on life 7 adventures of James Sadler]: The Oxford Aeronaut Part 2: The King of Ballooning ISBN 1530890594
- Richard O Smith [autobiography with biography of James Sadler]: The Man With HIs Head in the Clouds ISBN 1909930016

## 外部連結
- Pennine Region Balloon Association: James Sadler （页面存档备份，存于）
- Balloonists at the Turn of the 18th & 19th Century, The English Flights — James Sadler （页面存档备份，存于）
- The Man With his Head in the Clouds: James Sadler, The First Englishman to Fly by Richard O. Smith
- The Oxford Aeronaut part 1: From Cooking to Chemistry by Jane Browne
- The Oxford Aeronaut part 2: King of Ballooning by Jane Browne